# Ralph Copeland
Ralph Copeland, född 3 september 1837 i Woodplumpton, Lancashire, död 27 oktober 1905, var en engelsk astronom.
Copeland studerade i Göttingen och anställdes som assistent vid observatoriet där. Han deltog 1869-70 i den andra tyska nordpolsexpeditionen, anställdes 1870 som assistent vid lord Rosses observatorium i Parsonstown på Irland, 1874 vid observatoriet i Dublin och 1876 vid lord Lindsays observatorium i Dun Echt. År 1888 kallades han till Astronomer Royal for Scotland och direktor för det nyupprättade observatoriet i Edinburgh.
Han utgav bland annat Mittlere Örter in den zonen - 0° und -1° der Bonner Durchmusterung enthaltenen Sterne bis zu 9:e Größe (1869, tillsammans med Karl Nikolai Jensen Börgen).

## Eftermäle
Asteroiden 9850 Ralphcopeland är uppkallad efter honom.